# Костромитинов, Георгий Николаевич
Георгий Николаевич Костромитинов (1854 — не раньше 1916) — земский деятель, депутат Государственной думы I созыва от Самарской губернии.

## Биография
Потомственный дворянин. Выпускник гимназии и Николаевского инженерного училища в Санкт-Петербурге. Находился в армии, отчислен в запас в чине поручика, после поселился в родовом имении в д. Коробцовке (ныне посёлок имени Клары Цеткин). В течение 25 лет состоял гласным Бузулукского земского собрания и около 20 лет — Самарского губернского земства. Принадлежал к оппозиционному крылу земского собрания, принимая на себя удары консервативных элементов. Мировой судья, к 1906 году в течение 3-х лет. В течение одного года состоял непременным членом уездного присутствия по крестьянским делам. Три года состоял членом уездной земской управы и состоял председателем губернского сельско-хозяйственного общества. Участвовал в земских съездах 1904—1905. Был членом «Союза земцев-конституционалистов». Вошёл в состав Самарского губернского комитет Конституционно-демократической партии. Владел землями в Бузулукском уезде Самарской губернии, по одним сведениям площадь земельных владений составляла 2121 десятину, по другим — 1800 десятин. Завёл семенное хозяйство и племенное скотоводство, владел конным заводом и лесом, примыкающим к селам Борское и Заплавное.
26 марта 1906 избран в Государственную думу I созыва от общего состава выборщиков Самарского губернского избирательного собрания. Состоял в Конституционно-демократической фракции. Был членом думской комиссии по исследованию незакономерных действий должностных лиц и финансовой комиссии. Поставил свою подпись под законопроектами «42-х» по аграрному вопросу, «О гражданском равенстве», «Об изменении статей 55-57 Учреждения Государственной Думы».
В 1907 году после роспуска Думы пытался распространять «Выборгское воззвание», за что был приговорён к 1 месяцу тюрьмы.
Дальнейшая судьба и дата смерти неизвестны.

### Архивы
- Российский государственный исторический архив. Фонд 1278. Опись 1 (1-й созыв). Дело 27. Лист 10, 11; Фонд 1327. Опись 1. 1905 год. Дело 141. Лист 29; Дело 143. Лист 116 оборот.